# Metzervisse
Metzervisse – miejscowość i gmina we Francji, w regionie Grand Est, w departamencie Mozela.
Według danych na rok 1990 gminę zamieszkiwało 1157 osób, a gęstość zaludnienia wynosiła 129 osób/km² (wśród 2335 gmin Lotaryngii Metzervisse plasuje się na 330. miejscu pod względem liczby ludności, natomiast pod względem powierzchni na miejscu 669.).